# A Child's Faith
A Child's Faith é um filme mudo norte-americano de 1910 em curta-metragem, do gênero dramático, dirigido por D. W. Griffith, baseado na história de mesmo nome por J. Carrol. O filme foi produzido e distribuído por Biograph Company.

## Elenco
- George Nichols ... Mr. Paulton
- Florence Barker ... Alice Paulton
- Alfred Paget
- Mack Sennett
- Gladys Egan
- W. Chrystie Miller
- Gertrude Robinson